# 北俄亥俄 (阿肯色州)
北俄亥俄（英語：Northern Ohio）是位於美國阿肯色州波因塞特縣的一個非建制地區。該地的面積和人口皆未知。

## 地理
北俄亥俄的座標為35°30′12″N 90°27′13″W / 35.50333°N 90.45361°W，而該地的平均海拔高度為66米（即217英尺）。